# Blacus dadianshanicus
Blacus dadianshanicus är en stekelart som beskrevs av Sergey A. Belokobylskij 2000. Blacus dadianshanicus ingår i släktet Blacus och familjen bracksteklar. Inga underarter finns listade.